# Condado de Houston (Texas)
El condado de Houston es uno de los 254 condados del estado estadounidense de Texas. La sede del condado es Crockett, al igual que su ciudad principal. El área tiene un área de 3.203 km² (de los cuales 0,65 km² están cubiertos por agua) y una población de 23.185 habitantes, para una densidad de población de 7 hab/km² (según censo nacional de 2000). Este condado fue fundado en 1837. El condado es uno de los 46 condados de Texas que prohíben a venta de bebidas alcohólicas.

## Demografía
Para el censo de 2000, había 23.185 personas, 8.259 cabezas de familia, y 5.756 familias residiendo en el condado. La densidad de población era de 19 habitantes por milla cuadrada.
La composición racial del condado era:
- 68,57% blancos
- 27,93% negros o negros americanos
- 0,26% nativos americanos
- 0,25% asiáticos
- 0,06% isleños
- 2,17% otras razas
- 0,76% de dos o más razas.

Había 8.259 cabezas de familia, de las cuales el 28,70% tenían menores de 18 años viviendo con ellas, el 51,90% eran parejas casadas viviendo juntas, el 14,20% eran mujeres cabeza de familia monoparental (sin cónyuge), y 30,30% no eran familias.
El tamaño promedio de una familia era de 2,97 miembros.
En el condado el 23,20% de la población tenía menos de 18 años, el 6,80% tenía de 18 a 24 años, el 27,70% tenía de 25 a 44, el 24,30% de 45 a 64, y el 18,00% eran mayores de 65 años. La edad promedio era de 40 años. Por cada 100 mujeres había 114,10 hombres. Por cada 100 mujeres mayores de 18 años había 115,90 hombres.

## Economía
Los ingresos medios de una cabeza de familia del condado eran de USD$28.119 y el ingreso medio familiar era de $35.033. Los hombres tenían unos ingresos medios de $29.143 frente a $19.885 de las mujeres. El ingreso per cápita del condado era de $14.525. El 15,60% de las familias y el 21,00% de la población estaban debajo de la línea de pobreza. Del total de gente en esta situación, 28,30% tenían menos de 18 y el 18,20% tenían 65 años o más.

## Gobierno
El Departamento de Justicia Criminal de Texas (TDCJ) gestiona la Unidad Eastham en una área no incorporada en el condado.
La Escuela Estatal de Crockett, un reformatorio de la Comisión Juvenil de Texas, estaba localizada en Crockett.